# Atletica leggera alla XXIX Universiade - Mezza maratona femminile
La mezza maratona femminile alla XXIX Universiade si è svolta il 27 agosto 2017.

## Podio

### Individuale
| Oro     | Yuki Munehisa Giappone |
| Argento | Esma Aydemir Turchia   |
| Bronzo  | Saki Fukui Giappone    |

### Squadre
| Oro     | Giappone Yuki Munehisa Saki Fukui Kanade Furuya Maki Izumida Kasumi Yamaguchi   |
| Argento | Turchia Esma Aydemir Sevilay Eytemiş Sebahat Akpınar Fatma Demir Büşra Nur Koku |
| Bronzo  | Taipei Cinese Tsao Chun-yu You Ya-jyun Chen Yu-hsuan Chang Chih-hsuan           |

## Risultati

### Individuale
| Posizione | Nome             | Nazionalità   | Tempo   | Note |
| --------- | ---------------- | ------------- | ------- | ---- |
|           | Yuki Munehisa    | Giappone      | 1:13:48 |      |
|           | Esma Aydemir     | Turchia       | 1:14:28 |      |
|           | Saki Fukui       | Giappone      | 1:14:37 |      |
| 4         | Kanade Furuya    | Giappone      | 1:15:10 |      |
| 5         | Maki Izumida     | Giappone      | 1:16:24 |      |
| 6         | Fabienne Amrhein | Germania      | 1:17:10 |      |
| 7         | Sevilay Eytemiş  | Turchia       | 1:18:25 |      |
| 8         | Valdilene Silva  | Brasile       | 1:18:29 |      |
| 9         | Hua Shaoqing     | Cina          | 1:18:33 |      |
| 10        | Tsao Chun-yu     | Taipei Cinese | 1:19:05 |      |
| 11        | Kasumi Yamaguchi | Giappone      | 1:21:55 |      |
| 12        | You Ya-jyun      | Taipei Cinese | 1:21:57 |      |
| 13        | Sebahat Akpınar  | Turchia       | 1:22:20 |      |
| 14        | Fatma Demir      | Turchia       | 1:23:41 |      |
| 15        | Letitia Saayman  | Sudafrica     | 1:23:57 |      |
| 16        | Büşra Nur Koku   | Turchia       | 1:24:01 |      |
| 17        | Yin Anna         | Cina          | 1:24:24 |      |
| 18        | Chen Yu-hsuan    | Taipei Cinese | 1:24:50 |      |
| 19        | Evelyne Dietschi | Svizzera      | 1:25:34 |      |
| 20        | Klara Ljubi      | Slovenia      | 1:26:27 |      |
| 21        | Liu Qinghong     | Cina          | 1:27:27 |      |
| 22        | Chang Chih-hsuan | Taipei Cinese | 1:31:27 |      |
| 23        | Thembi Baloyi    | Sudafrica     | 1:37:26 |      |
| 24        | Zhu Lin          | Cina          | 1:37:57 |      |
|           | Jeong Dae-un     | Corea del Sud | DNF     |      |
|           | Tanya Scott      | Sudafrica     | DNF     |      |
|           | Xia Yuyu         | Cina          | DNF     |      |
|           | Claudia Cornejo  | Bolivia       | DNS     |      |

### Squadre
| Posizione | Squadra       | Tempo   | Note |
| --------- | ------------- | ------- | ---- |
|           | Giappone      | 3:43:35 |      |
|           | Turchia       | 3:55:13 |      |
|           | Taipei Cinese | 4:05:52 |      |
| 4         | Cina          | 4:10:24 |      |
|           | Sudafrica     | DNF     |      |